# Quique Sánchez Flores
Enrique Sánchez Flores (Madrid, 5 de febrero de 1965), conocido como Quique Flores o simplemente Quique, es un exfutbolista y entrenador español. Actualmente sin club, su último equipo fue el Sevilla F. C. de la Primera División de España.
Es hijo del exfutbolista Isidro Sánchez y de la cantante Carmen Flores. Igualmente es pariente de numerosos artistas, sobrino de Lola Flores, primo de sus hijos Lolita, Antonio y Rosario, y tío segundo de Alba Flores y Elena Furiase.

## Trayectoria

### Como jugador
Quique Flores desarrolló una amplia trayectoria como futbolista, jugando como defensa lateral derecho. Tras sus inicios en el C. D. Pegaso, equipo madrileño hoy desaparecido, en 1984 fichó por el Valencia C. F.. 
En el equipo valenciano militó durante diez temporadas, siendo traspasado en el verano de 1994 al Real Madrid, club en el que permaneció dos años, para fichar en 1996 por el Real Zaragoza, equipo en el que jugaría su última temporada antes de "colgar las botas" en 1997.

#### Selección nacional
Quique Flores debutó con la Selección española el 23 de septiembre de 1987 ante Luxemburgo en Castellón, al sustituir a Julio Alberto al inicio del segundo tiempo. El equipo español era dirigido entonces por Miguel Muñoz.
Fue internacional en quince ocasiones, tres partidos con el citado Miguel Muñoz y otros doce con Luis Suárez. Formó parte del grupo de convocados para la fase final del Mundial de Italia en 1990. Toda su trayectoria con la selección tendría lugar durante su etapa valencianista. Su último partido con España fue el 20 de febrero de 1991 contra Francia en París.
Partidos como internacional
| Fecha      | Competición                       | Estadio                 | Ciudad                  | Partido        | Partido | Partido              |
| ---------- | --------------------------------- | ----------------------- | ----------------------- | -------------- | ------- | -------------------- |
| 23-09-1987 | Amistoso                          | Castalia                | Castellón               | España         | 2:0     | Luxemburgo           |
| 18-11-1987 | Clasificación Eurocopa 1988       | Benito Villamarín       | Sevilla                 | España         | 5:0     | Albania              |
| 27-01-1988 | Amistoso                          | La Rosaleda             | Málaga                  | España         | 0:0     | Alemania Democrática |
| 14-09-1988 | Amistoso                          | Carlos Tartiere         | Oviedo                  | España         | 1:2     | Yugoslavia           |
| 12-10-1988 | Amistoso (Copa RFEF)              | Sánchez Pizjuán         | Sevilla                 | España         | 1:1     | Argentina            |
| 16-11-1988 | Clasificación Mundial Italia 1990 | Benito Villamarín       | Sevilla                 | España         | 2:0     | Irlanda              |
| 21-12-1988 | Clasificación Mundial Italia 1990 | Sánchez Pizjuán         | Sevilla                 | España         | 4:0     | Irlanda del Norte    |
| 22-01-1989 | Clasificación Mundial Italia 1990 | Estadio de Ta´Qali      | La Valeta (Malta)       | Malta          | 0:2     | España               |
| 23-03-1989 | Clasificación Mundial Italia 1990 | Benito Villamarín       | Sevilla                 | España         | 4:0     | Malta                |
| 26-04-1989 | Clasificación Mundial Italia 1990 | Landsdowne Road         | Dublín (Irlanda)        | Irlanda        | 1:0     | España               |
| 23-03-1990 | Amistoso                          | La Rosaleda             | Málaga                  | España         | 2:3     | Austria              |
| 14-11-1990 | Clasificación Eurocopa 1992       | Estadio Strahov         | Praga (República Checa) | Checoslovaquia | 3:2     | España               |
| 19-12-1990 | Clasificación Eurocopa 1992       | Sánchez Pizjuán         | Sevilla                 | España         | 9:0     | Albania              |
| 16-01-1991 | Amistoso                          | Castalia                | Castellón               | España         | 1:1     | Portugal             |
| 20-02-1991 | Clasificación Eurocopa 1992       | Parque de los Príncipes | París (Francia)         | Francia        | 3:1     | España               |

### Como entrenador
Una vez que dio por finalizada su carrera como futbolista, Quique Sánchez Flores comenzó su formación como técnico en las categorías inferiores del Real Madrid.
Getafe C. F.
En la temporada 2004-05 inicia su trayectoria profesional al frente del Getafe C. F., equipo que, como él, debutaba en Primera División. El conjunto madrileño finalizó la temporada en decimotercera posición, manteniendo la categoría de manera holgada y practicando buen fútbol.
Valencia C. F.
Tras solo una temporada al frente del Getafe, fue fichado en verano de 2005 por el Valencia C. F., donde asumió el reto de devolver al equipo "che" a puestos europeos. En las dos temporadas siguientes logró la clasificación para la Liga de Campeones de la UEFA. La presión que caracteriza al banquillo valencianista acabó con la destitución de Quique, pese a haber alcanzado todos los objetivos marcados, poco después de iniciarse la temporada 2007-08 (en aquel momento, el equipo era 4.º tras la 9.ª jornada del campeonato).
S. L. Benfica
El 24 de mayo de 2008, fue presentado como entrenador del SL Benfica, equipo de la Primera División de Portugal, por el que firmó un contrato de dos años, con opción a un tercero. Sin embargo, al terminar la temporada 2008-09 con el equipo en 3.ª posición, el técnico madrileño y club lisboeta rescindieron "de forma amistosa" el contrato que les unía. En Portugal logró su primer título como entrenador, la Copa de la Liga, y ganó exactamente la mitad de los partidos en los que dirigió al conjunto portugués.
Atlético de Madrid
Al comienzo de la siguiente temporada, el 23 de octubre de 2009, fue contratado por el Atlético de Madrid tras la destitución de Abel Resino. Con Quique Sánchez Flores, el equipo se clasificó, diez años después, para la final de la Copa del Rey, así como para la final de la UEFA Europa League, veinticuatro años después de disputar su última final europea. En la Liga, el equipo salió de las últimas posiciones y terminó como 9.º clasificado. El 12 de mayo de 2010, el Atlético venció por 2-1 al Fulham F. C. inglés en la final de la UEFA Europa League en Hamburgo, logrando, dirigido por Quique Sánchez Flores, un nuevo título europeo después de cuarenta y ocho años. Unos días después, perdió la final de la Copa del Rey contra el Sevilla; pero el 27 de agosto de ese mismo año, logró ganar la Supercopa de Europa con el Atlético, tras derrotar por dos goles a cero al Inter de Milán. Al finalizar la temporada 2010-11 con el conjunto rojiblanco en 7.º puesto, y tras expirar su contrato, Quique Sánchez Flores abandonó el banquillo del Atlético de Madrid.
Al-Ahli  F. C.
El 8 de noviembre de 2011, se anunció su fichaje por el Al-Ahli de Dubái (Emiratos Árabes Unidos). El 11 de junio de 2013, se marchó del club árabe.
Al-Ain  F. C.
En septiembre de 2013, firmó como nuevo técnico del Al Ain, del cual se desvinculó tras seis meses.
Getafe C. F.
El 5 de enero de 2015, fue presentado como entrenador del Getafe C.F.. Sin embargo, dimitió el 26 de febrero de ese mismo año, en una decisión que el propio preparador madrileño calificó de "personal, producto de una reflexión vital". Así pues, su segunda etapa en el banquillo del Coliseo Alfonso Pérez no llegó a los dos meses de duración, periodo en el cual el conjunto azulón disputó 7 partidos, ganando 3 y perdiendo 4.
Watford  F. C.
El 5 de junio de 2015, se convirtió en el nuevo técnico del Watford F. C.. El equipo inglés, recién ascendido, logró un inicio más que positivo en la Premier League 2015-16, concluyendo la primera vuelta del torneo en un destacable 8.º lugar de la clasificación. Aunque la segunda parte del torneo no fue tan buena, sí bastó para obtener la permanencia con comodidad. Además, el conjunto potter también alcanzó las semifinales de la FA Cup, donde fue eliminado por el Crystal Palace. Sin embargo, desacuerdos entre el técnico y el club provocaron que no se llegara a un acuerdo para la renovación de su contrato.
R. C. D. Espanyol
El 9 de junio de 2016, el R. C. D. Espanyol confirmó su contratación para las tres próximas temporadas. El 25 de octubre, el equipo se proclamó campeón de la Supercopa de Cataluña tras derrotar al  F. C. Barcelona a partido único (1-0); mientras que en la Copa del Rey, fue eliminado ante el Alcorcón. En la Liga española, tras un arranque dudoso, el equipo se recuperó y se colocó en la mitad de la tabla, terminando la primera vuelta como 9.º clasificado. Finalmente, el conjunto catalán obtuvo la 8.ª posición al término de la Liga, lo que suponía su mejor resultado en el torneo doméstico desde la temporada 2010-11.
En su segunda temporada en el banquillo de Estadio de Cornellà-El Prat, el equipo blanquiazul no encontró la regularidad necesaria y finalmente el club optó por rescindir su contrato el 20 de abril de 2018, con el conjunto espanyolista como 16.º clasificado al término de la 33.ª jornada de Liga.
Shanghái Shenshua
El 25 de diciembre de 2018, fue anunciado como nuevo entrenador del Shanghái Shenshua. Debutó con derrota por 4-0 ante el Shanghái SIPG. El 3 de julio de 2019, dejó el cargo por razones personales.
Watford  F. C.
El 7 de septiembre de 2019, inició su segunda etapa en el banquillo del Watford F.C.. Sin embargo, el 1 de diciembre, menos de 3 meses después de su nombramiento, el club anunció su destitución, habiendo sumado 7 puntos en 10 partidos.
Getafe C. F.
El 6 de octubre de 2021, sustituyó a Míchel González en el banquillo del Getafe C.F., siendo su tercera etapa en el club madrileño. Bajo su dirección, el equipo azulón salió de la cola de la clasificación y alcanzó la permanencia en la penúltima jornada de Liga. El 27 de abril de 2023, el club confirmó su despido, con el conjunto madrileño a un solo punto de la zona de descenso.
Sevilla F. C.
El 18 de diciembre de 2023, firmó por el Sevilla F. C. hasta 2025. Sin embargo, dejó su cargo 6 meses después, tras lograr la permanencia.

## Clubes

### Como jugador
| Club           | Temporada   | Partidos disputados | Partidos disputados | Partidos disputados | Partidos disputados | Partidos disputados |
| Club           | Temporada   | Liga                | Copa                | Europa              | Total               |                     |
| -------------- | ----------- | ------------------- | ------------------- | ------------------- | ------------------- | ------------------- |
| C. D. Pegaso   | 1983-84     | 22                  | 2                   | -                   | 22                  |                     |
| C. D. Pegaso   | Total       | 22                  | 2                   | 0                   | 24                  |                     |
| Valencia C. F. | 1984-85     | 25                  | 7                   | -                   | 32                  |                     |
| Valencia C. F. | 1985-86     | 31                  | 5                   | -                   | 36                  |                     |
| Valencia C. F. | 1986-87 (*) | 40                  | 1                   | -                   | 41                  |                     |
| Valencia C. F. | 1987-88     | 21                  | 6                   | -                   | 27                  |                     |
| Valencia C. F. | 1988-89     | 28                  | -                   | -                   | 28                  |                     |
| Valencia C. F. | 1989-90     | 19                  | 3                   | 2                   | 24                  |                     |
| Valencia C. F. | 1990-91     | 30                  | -                   | 3                   | 33                  |                     |
| Valencia C. F. | 1991-92     | 26                  | 6                   | -                   | 32                  |                     |
| Valencia C. F. | 1992-93     | 22                  | 2                   | 1                   | 25                  |                     |
| Valencia C. F. | 1993-94     | 30                  | 2                   | 2                   | 34                  |                     |
| Valencia C. F. | Total       | 272                 | 32                  | 8                   | 312                 |                     |
| Real Madrid    | 1994-95     | 30                  | 2                   | 5                   | 37                  |                     |
| Real Madrid    | 1995-96     | 33                  | 2                   | 6                   | 41                  |                     |
| Real Madrid    | Total       | 63                  | 4                   | 11                  | 78                  |                     |
| Real Zaragoza  | 1996-97     | 9                   | -                   | -                   | 9                   |                     |
| Real Zaragoza  | Total       | 9                   | -                   | -                   | 9                   |                     |

- (*) El Valencia C. F. disputó la temporada 1986-87 en Segunda División.

A lo largo de trece temporadas como profesional, Quique Sánchez Flores jugó un total de 344 partidos de Liga (304 de ellos en Primera División), a los que habría que sumar 36 de Copa de S.M. el Rey, 9 de la Copa de la Liga (en sus dos primeras temporadas en el Valencia C. F.) y 19 de competiciones europeas (13 de UEFA y 6 de Champions). Aun siendo defensa, marcó 25 goles en Liga (23 de ellos con el Valencia C. F.), uno en Copa y uno en la UEFA Champions League.

### Como entrenador
| Equipo                           | Div.                | Temporada           | Liga  | Liga | Liga | Liga | Liga |       | Copa | Copa | Copa | Copa  |    | Internacional | Internacional | Internacional | Internacional | Internacional |   | Otros | Otros | Otros | Otros |     | Totales     | Totales | Totales | Totales | Totales | Totales | Totales | Totales |
| Equipo                           | Div.                | Temporada           | Part. | G    | E    | P    | Pos. | Part. | G    | E    | P    | Part. | G  | E             | P             | Pos.          | Part.         | G             | E | P     | Part. | G     | E     | P   | Rendimiento | GF      | GC      | Dif.    |         |         |         |         |
| -------------------------------- | ------------------- | ------------------- | ----- | ---- | ---- | ---- | ---- | ----- | ---- | ---- | ---- | ----- | -- | ------------- | ------------- | ------------- | ------------- | ------------- | - | ----- | ----- | ----- | ----- | --- | ----------- | ------- | ------- | ------- | ------- | ------- | ------- | ------- |
| Getafe · España                  | 1.ª                 | 2004-05             | 38    | 12   | 11   | 15   | 13.º | 4     | 3    | 0    | 1    | -     | -  | -             | -             | -             | -             | -             | - | -     | 42    | 15    | 11    | 16  | 44.44%      | 44      | 51      | -7      |         |         |         |         |
| Valencia · España                | 1.ª                 | 2005-06             | 38    | 19   | 12   | 7    | 3.º  | 4     | 2    | 1    | 1    | -     | -  | -             | -             | -             | 6             | 2             | 3 | 1     | 48    | 23    | 16    | 9   | 59.03%      | 68      | 36      | +32     |         |         |         |         |
| Valencia · España                | 1.ª                 | 2006-07             | 38    | 20   | 6    | 12   | 4.º  | 4     | 2    | 1    | 1    | 12    | 5  | 4             | 3             | 1/4           | -             | -             | - | -     | 54    | 27    | 11    | 16  | 56.79%      | 83      | 60      | +23     |         |         |         |         |
| Valencia · España                | 1.ª                 | 2007-08             | 9     | 6    | 0    | 3    | Inc. | -     | -    | -    | -    | 5     | 3  | 0             | 2             | Inc.          | -             | -             | - | -     | 14    | 9     | 0     | 5   | 64.29%      | 21      | 19      | +2      |         |         |         |         |
| Valencia · España                | Total               | Total               | 85    | 45   | 18   | 22   | -    | 8     | 4    | 2    | 2    | 17    | 8  | 4             | 5             | -             | 6             | 2             | 3 | 1     | 116   | 59    | 27    | 30  | 58.62%      | 172     | 115     | +57     |         |         |         |         |
| SL Benfica Portugal              | 1.ª                 | 2008-09             | 30    | 17   | 8    | 5    | 3.º  | 8     | 5    | 3    | 0    | 6     | 1  | 1             | 4             | FG            | -             | -             | - | -     | 44    | 23    | 12    | 9   | 61.36%      | 73      | 47      | +26     |         |         |         |         |
| SL Benfica Portugal              | Total               | Total               | 30    | 17   | 8    | 5    | -    | 8     | 5    | 3    | 0    | 6     | 1  | 1             | 4             | -             | -             | -             | - | -     | 44    | 23    | 12    | 9   | 61.36%      | 73      | 47      | +26     |         |         |         |         |
| Atlético de Madrid · España      | 1.ª                 | 2009-10             | 30    | 12   | 4    | 14   | 9.º  | 9     | 5    | 1    | 3    | 12    | 3  | 7             | 2             | 1.º           | -             | -             | - | -     | 51    | 20    | 12    | 19  | 47.06%      | 82      | 68      | +14     |         |         |         |         |
| Atlético de Madrid · España      | 1.ª                 | 2010-11             | 38    | 17   | 7    | 14   | 7.º  | 6     | 2    | 2    | 2    | 6     | 2  | 2             | 2             | FG            | 1             | 1             | 0 | 0     | 51    | 22    | 11    | 18  | 50.33%      | 82      | 66      | +16     |         |         |         |         |
| Atlético de Madrid · España      | Total               | Total               | 68    | 29   | 11   | 28   | -    | 15    | 7    | 3    | 5    | 18    | 5  | 9             | 4             | -             | 1             | 1             | 0 | 0     | 102   | 42    | 23    | 37  | 48.7%       | 164     | 134     | +30     |         |         |         |         |
| Al-Ahli · Emiratos Árabes Unidos | 1.ª                 | 2011-12             | 19    | 9    | 4    | 6    | 5.º  | 9     | 5    | 2    | 2    | -     | -  | -             | -             | -             | -             | -             | - | -     | 28    | 14    | 6     | 8   | 57.14%      | 59      | 49      | +10     |         |         |         |         |
| Al-Ahli · Emiratos Árabes Unidos | 1.ª                 | 2012-13             | 26    | 15   | 6    | 5    | 2.º  | 10    | 4    | 3    | 3    | -     | -  | -             | -             | -             | -             | -             | - | -     | 36    | 19    | 9     | 8   | 61.11%      | 74      | 47      | +27     |         |         |         |         |
| Al-Ahli · Emiratos Árabes Unidos | Total               | Total               | 45    | 24   | 10   | 11   | -    | 19    | 9    | 5    | 5    | -     | -  | -             | -             | -             | -             | -             | - | -     | 64    | 33    | 15    | 16  | 59.37%      | 133     | 96      | +37     |         |         |         |         |
| Al-Ain · Emiratos Árabes Unidos  | 1.ª                 | 2013-14             | 15    | 6    | 5    | 4    | Inc. | 7     | 4    | 3    | 0    | 1     | 1  | 0             | 0             | Inc.          | -             | -             | - | -     | 23    | 11    | 8     | 4   | 59.42%      | 43      | 24      | +19     |         |         |         |         |
| Al-Ain · Emiratos Árabes Unidos  | Total               | Total               | 15    | 6    | 5    | 4    | -    | 7     | 4    | 3    | 0    | 1     | 1  | 0             | 0             | -             | -             | -             | - | -     | 23    | 11    | 8     | 4   | 59.42%      | 43      | 24      | +19     |         |         |         |         |
| Getafe · España                  | 1.ª                 | 2014-15             | 7     | 3    | 0    | 4    | Inc. | 4     | 1    | 1    | 2    | -     | -  | -             | -             | -             | -             | -             | - | -     | 11    | 4     | 1     | 6   | 39.39%      | 9       | 13      | -4      |         |         |         |         |
| Watford Inglaterra               | 1.ª                 | 2015-16             | 38    | 12   | 9    | 17   | 13.º | 6     | 4    | 0    | 2    | -     | -  | -             | -             | -             | -             | -             | - | -     | 44    | 16    | 9     | 19  | 43.18%      | 46      | 54      | -8      |         |         |         |         |
| RCD Espanyol · España            | 1.ª                 | 2016-17             | 38    | 15   | 11   | 12   | 8.º  | 2     | 0    | 2    | 0    | -     | -  | -             | -             | -             | -             | -             | - | -     | 40    | 15    | 13    | 12  | 48.33%      | 51      | 52      | -1      |         |         |         |         |
| RCD Espanyol · España            | 1.ª                 | 2017-18             | 33    | 8    | 12   | 13   | Inc. | 6     | 3    | 1    | 2    | -     | -  | -             | -             | -             | -             | -             | - | -     | 39    | 11    | 13    | 15  | 39.32%      | 33      | 46      | -13     |         |         |         |         |
| RCD Espanyol · España            | Total               | Total               | 71    | 23   | 23   | 25   | -    | 8     | 3    | 3    | 2    | -     | -  | -             | -             | -             | -             | -             | - | -     | 79    | 26    | 26    | 27  | 43.88%      | 84      | 98      | -14     |         |         |         |         |
| Shanghái Shenhua China           | 1.ª                 | 2019                | 15    | 3    | 3    | 9    | Inc. | 2     | 2    | 0    | 0    | -     | -  | -             | -             | -             | -             | -             | - | -     | 17    | 5     | 3     | 9   | 35.29%      | 23      | 28      | -5      |         |         |         |         |
| Shanghái Shenhua China           | Total               | Total               | 15    | 3    | 3    | 9    | -    | 2     | 2    | 0    | 0    | -     | -  | -             | -             | -             | -             | -             | - | -     | 17    | 5     | 3     | 9   | 35.29%      | 23      | 28      | -5      |         |         |         |         |
| Watford Inglaterra               | 1.ª                 | 2019-20             | 10    | 1    | 4    | 5    | Inc. | 2     | 1    | 0    | 1    | -     | -  | -             | -             | -             | -             | -             | - | -     | 12    | 2     | 4     | 6   | 27.78%      | 9       | 23      | -14     |         |         |         |         |
| Watford Inglaterra               | Total               | Total               | 48    | 13   | 13   | 22   | -    | 8     | 5    | 0    | 3    | -     | -  | -             | -             | -             | -             | -             | - | -     | 56    | 18    | 13    | 25  | 39.88%      | 55      | 77      | -22     |         |         |         |         |
| Getafe · España                  | 1.ª                 | 2021-22             | 30    | 8    | 14   | 8    | 15.º | 2     | 1    | 0    | 1    | -     | -  | -             | -             | -             | -             | -             | - | -     | 32    | 9     | 14    | 9   | 42.71%      | 35      | 34      | +1      |         |         |         |         |
| Getafe · España                  | 1.ª                 | 2022-23             | 31    | 7    | 10   | 14   | Inc. | 3     | 2    | 0    | 1    | -     | -  | -             | -             | -             | -             | -             | - | -     | 34    | 9     | 10    | 15  | 36.27%      | 36      | 46      | -10     |         |         |         |         |
| Getafe · España                  | Total               | Total               | 106   | 30   | 35   | 41   | -    | 13    | 7    | 1    | 5    | -     | -  | -             | -             | -             | -             | -             | - | -     | 119   | 37    | 36    | 46  | 41.17%      | 124     | 144     | -20     |         |         |         |         |
| Sevilla · España                 | 1.ª                 | 2023-24             | 22    | 8    | 4    | 10   | 14.º | 3     | 2    | 0    | 1    | -     | -  | -             | -             | -             | -             | -             | - | -     | 25    | 10    | 4     | 11  | 45.33%      | 33      | 33      | +0      |         |         |         |         |
| Sevilla · España                 | Total               | Total               | 22    | 8    | 4    | 10   | -    | 3     | 2    | 0    | 1    | -     | -  | -             | -             | -             | -             | -             | - | -     | 25    | 10    | 4     | 11  | 45.33%      | 33      | 33      | +0      |         |         |         |         |
| Total en su carrera              | Total en su carrera | Total en su carrera | 505   | 198  | 130  | 177  | -    | 91    | 48   | 20   | 23   | 42    | 15 | 14            | 13            | -             | 7             | 3             | 3 | 1     | 645   | 264   | 167   | 214 | 49.56%      | 904     | 796     | +108    |         |         |         |         |
| 1. 2. 3.                         |                     |                     |       |      |      |      |      |       |      |      |      |       |    |               |               |               |               |               |   |       |       |       |       |     |             |         |         |         |         |         |         |         |

#### Resumen por competiciones
| Competición                          | Partidos | Ganados | Empatados | Perdidos | Ganados % | Mejor resultado  |
| ------------------------------------ | -------- | ------- | --------- | -------- | --------- | ---------------- |
| LaLiga                               | 352      | 135     | 91        | 126      | 46.97%    | 3.er lugar       |
| Copa del Rey                         | 47       | 23      | 9         | 15       | 55.32%    | Subcampeón       |
| Primeira Liga                        | 30       | 17      | 8         | 5        | 65.56%    | 3.er lugar       |
| Copa de Portugal                     | 3        | 1       | 2         | 0        | 55.55%    | Octavos de final |
| Copa de la Liga de Portugal          | 5        | 4       | 1         | 0        | 86.67%    | Campeón          |
| UAE Pro League                       | 60       | 30      | 15        | 15       | 58.33%    | Subcampeón       |
| Copa Presidente EAU                  | 8        | 5       | 2         | 1        | 70.83%    | Campeón          |
| Copa de Liga de los EAU              | 18       | 8       | 6         | 4        | 55.55%    | Campeón          |
| Premier League                       | 48       | 13      | 13        | 22       | 36.11%    | 13.º lugar       |
| FA Cup                               | 5        | 4       | 0         | 1        | 80%       | Semifinales      |
| EFL Cup                              | 3        | 1       | 0         | 2        | 33.33%    | Cuarta ronda     |
| Superliga de China                   | 15       | 3       | 3         | 9        | 26.67%    | 14.º lugar       |
| Copa de China de fútbol              | 2        | 2       | 0         | 0        | 100%      | Octavos de final |
| Liga de Campeones de la UEFA         | 20       | 8       | 6         | 6        | 50%       | Cuartos de final |
| Liga Europea de la UEFA              | 21       | 6       | 8         | 7        | 41.27%    | Campeón          |
| Copa Intertoto de la UEFA            | 6        | 2       | 3         | 1        | 50%       | Subcampeón       |
| Liga de Campeones de Élite de la AFC | 1        | 1       | 0         | 0        | 100%      | Fase de grupos   |
| Supercopa de Europa                  | 1        | 1       | 0         | 0        | 100%      | Campeón          |
| TOTAL                                | 645      | 264     | 167       | 214      | 49.56%    | Seis títulos     |

## Palmarés

### Como jugador

#### Torneos nacionales
| Título                     | Club        | País   | Año  |
| -------------------------- | ----------- | ------ | ---- |
| Primera División de España | Real Madrid | España | 1995 |

#### Copas internacionales
| Título          | Club   | Sede   | Año  |
| --------------- | ------ | ------ | ---- |
| Eurocopa Sub-21 | España | España | 1986 |

### Como entrenador

#### Copas nacionales
| Título                      | Club       | País                   | Año  |
| --------------------------- | ---------- | ---------------------- | ---- |
| Copa de la Liga de Portugal | SL Benfica | Portugal               | 2009 |
| Copa de Liga de los EAU     | Al-Ahli    | Emiratos Árabes Unidos | 2012 |
| Copa Presidente de los EAU  | Al-Ahli    | Emiratos Árabes Unidos | 2013 |
| Copa Presidente de los EAU  | Al-Ain     | Emiratos Árabes Unidos | 2014 |

#### Copas internacionales
| Título                  | Club               | Sede     | Año  |
| ----------------------- | ------------------ | -------- | ---- |
| Liga Europea de la UEFA | Atlético de Madrid | Hamburgo | 2010 |
| Supercopa de Europa     | Atlético de Madrid | Mónaco   | 2010 |

## Vida privada
Quique Sánchez Flores ha contraído matrimonio en dos ocasiones a lo largo de su vida y mantuvo una relación con Orsi Feher, una presentadora de televisión y modelo húngara a la que conoció mientras entrenaba al Benfica.